# KOSI
Koordinaten: 39° 43′ 45″ N, 105° 14′ 6″ W
KOSI oder KOSI-FM (Branding: „Cozy 101 Lite Rock“) ist ein US-amerikanischer Hörfunksender in Denver im US-Bundesstaat Colorado.
Er sendet im Adult-Contemporary-Format auf der UKW-Frequenz 101,1 MHz. Eigentümer und Betreiber ist die Entercom Denver License, LLC. Davor gehörte der Sender der Bonneville International Corporation, dem Medienunternehmen der 7ten-Tags-Adventisten in den USA.
Den Sender gibt es seit 1968. Die Sendeleistung beträgt 74 kW.